# Elezioni parlamentari nelle Seychelles del 2016
Le elezioni parlamentari nelle Seychelles del 2016 si tennero dall'8 al 10 settembre per il rinnovo dell'Assemblea nazionale.

## Risultati
| Liste                                       | Voti   | %     | Seggi |
| ------------------------------------------- | ------ | ----- | ----- |
| Alleanza Democratica Seychellese (SNP - LS) | 30 444 | 49,59 | 19    |
| Partito del Popolo                          | 30 218 | 49,22 | 14    |
| Movimento Patriottico Seychellese           | 602    | 0,98  | –     |
| Indipendenti                                | 128    | 0,21  | –     |
| Totale                                      | 61 392 | 100   | 33    |